# Veenavaadanam
Veenaavaadanam es un documental experimental indio filmado íntegramente con la cámara de un teléfono celular en malabar con una duración de 26 minutos. El documental lanzado en 2008 y el teléfono móvil Nokia N70 music edition se utilizaron para la película y ahora se considera como la primera película india filmada con la cámara de un teléfono celular. Sathish Kalathil es el escritor y director de la película.

## Sinopsis
El documental narra sobre pinturas y pintores del mundo a través de una conversación con un pintor, Sujith Aalungal, y presenta su pintura 'Veenaavaadanam'.

## Producción
El documental fue producido por Kalathil Creative Heads y editado por Vahid Kochukadavu y Sathish Kalathil. La música está hecha por Babuji y la letra está escrita por Sathish Kalathil y está narrado por B. Jayakrishnan.

## Lanzamiento
Esta película se estrenó en una pantalla de 16 mm utilizada con un proyector digital el 20 de julio de 2008 en el Hotel Elite International, Thrissur y la película fue certificada por la Junta Central de Certificación de Cine de la India el 25 de septiembre de 2008. Fue retransmitido en el canal TCV el 5 de junio de 2010.